# Rožni Dol
Rožni Dol este o localitate din comuna Semič, Slovenia, cu o populație de 67 de locuitori.